# Persicaria longiseta
Persicaria longiseta är en slideväxtart som först beskrevs av De Bruyn, och fick sitt nu gällande namn av Kitagawa. Persicaria longiseta ingår i släktet pilörter, och familjen slideväxter. Utöver nominatformen finns också underarten P. l. rotundata.